# Душан Јагликин
Душан Јагликин (право презиме Кокотовић, Београд, 9. фебруара 1938 – Београд, 1992) био је српски писац седамдесетих и осамдесетих година 20. века.

## Биографија
Мало је података о његовом животу и раду. Зна се да је у Београду студирао крајем шездесетих година и да је неке своје приповетке и записе објављивао у Студенту, Пољима, Видицима, Ошишаном јежу, Књижевним новинама и часопису Дело. Писао је сатиричну и документарну прозу. Његова једина за живота објављена књига су приповетке Људи јачи од времена и судбине (Просвета, Београд, 1985, едиција „Просвета“, уредник Милан Комненић). Књига је, након пуних тридесет година, поново објављена у оквиру издавачке куће Виогор, у Београду 2015. године. Захваљујући труду његовог сестрића сликара Петра Краса, 2017. године, објављена је обимна књига његових одабраних списа под називом Да се објаснимо, у издању београдског издавача Крик. Ова књига је унеколико расветлила животни пут Душана Кокотовића Јагликина и пружила могућност бољег сагледавања његовог књижевног дела. Објављивао је под псеудонимима Данило Вебер и Вебер у пролазу. По листовима и часописима расут је један број његових сатиричних прича. Приповетке које су се нашле међу корицама књиге Људи јачи од времена и судбине су најпре објављене у часопису Дело, у временском распону од 1975. до 1978. године, у рубрици Људи говоре. О лекторском раду на њима пре објављивања и њиховом аутору сведочење је оставила Марица Стојшин, дугогодишњи секретар редакције Дела, у постхумној књизи Проветравање живота.
Поједине приповетке из књиге су драматизоване и игране као монодраме на позоришним даскама у Београду и Вршцу.
Заступљен је у антологијама српске сатире и српске фантастике.

### Књигe
- Сутра је петак, библиофилско издање, Београд,
- Људи јачи од времена и судбине, Просвета, Београд, 1985; обновљено 2015,
- Да се објаснимо, Крик, Београд, 2017;

## Награде
- Награда Радоје Домановић, 1973.